# Солнечная энергия

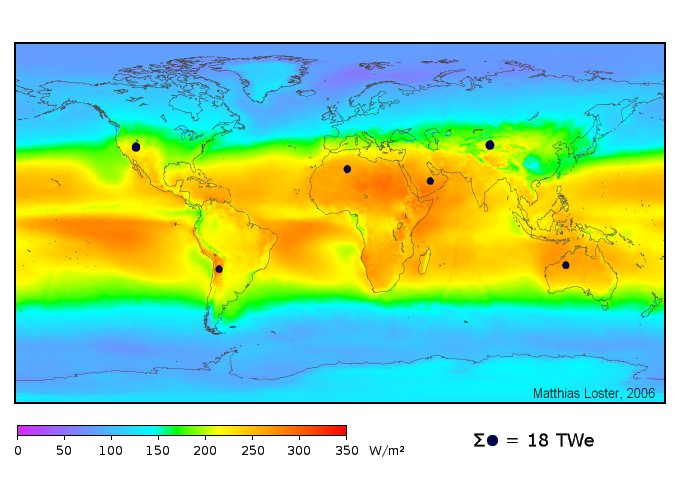
Карта солнечного излучения на поверхности Земли

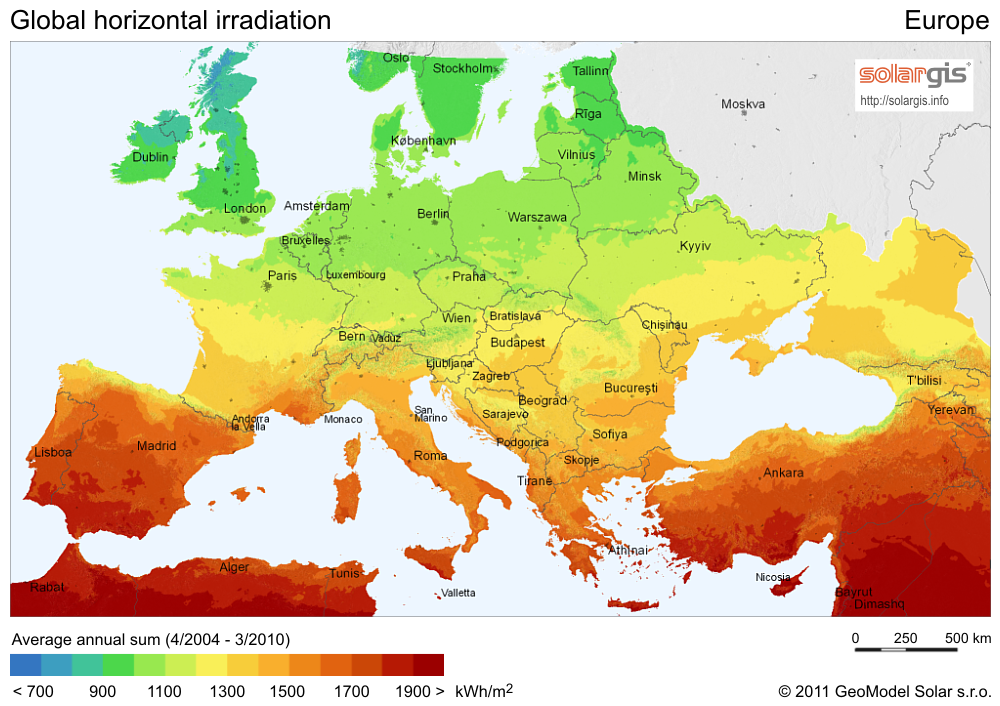
Карта солнечного излучения — Европа

Со́лнечная эне́ргия — энергия от Солнца в форме радиации и света. Эта энергия в значительной мере управляет климатом и погодой, и является основой жизни. Технология, использующая солнечную энергию, называется солнечной энергетикой.

## Солнечная энергия и Земля
В верхние слои атмосферы Земли постоянно поступает 174 ПВт солнечного излучения (инсоляции). Около 6 % инсоляции отражается от атмосферы, 16 % поглощается ею. Средние слои атмосферы в зависимости от погодных условий (облака, пыль, атмосферные загрязнения) отражают до 20 % инсоляции и поглощают 3 %.
Атмосфера не только уменьшает количество солнечной энергии, достигающей поверхности Земли, но и диффундирует около 20 % с того что поступает, и фильтрует часть его спектра. После прохождения атмосферы около половины инсоляции находится в видимой части спектра. Вторая половина находится преимущественно в инфракрасной части спектра. Только незначительная часть этой инсоляции приходится на ультрафиолетовое излучение.
Солнечное излучение поглощается поверхностью суши, океанами (покрывают около 71 % поверхности земного шара) и атмосферой. Абсорбция солнечной энергии через атмосферную конвекцию, испарение и конденсация водяного пара является движущей силой круговорота воды и управляет ветрами. Солнечные лучи, абсорбированные океаном и сушей, поддерживает среднюю температуру на поверхности Земли, что ныне составляет 14 °C. Благодаря фотосинтезу растений солнечная энергия может превращаться в химическую, которая хранится в виде пищи, древесины и биомассы, которая в конце концов превращается в ископаемое топливо.

## Перспективы использования
Солнечная энергия является источником энергии ветра, воды, тепла морей, биомассы, а также причиной образования на протяжении тысячелетий торфа, бурого и каменного угля, нефти и природного газа, однако эта опосредованная энергия и накопленная в течение тысяч и миллионов лет. Энергию Солнца можно использовать и непосредственно, как источник электроэнергии и тепла. Для этого нужно создать устройства, которые концентрируют энергию Солнца на малых площадях и в малых объёмах.
Общее количество солнечной энергии, которую поглощает атмосфера, поверхность суши и океана составляет примерно 3 850 000 эксаджоулей (ЭДж) в год. За один час это даёт больше энергии, чем весь мир использовал за целый 2002 год. Фотосинтез забирает около 3 000 ЭДж в год на производство биомассы. Количество солнечной энергии, которая достигает поверхности земли, такое большое, что за год оно примерно вдвое превзойдет всю энергию, которую потенциально можно выработать из всех невозобновляемых источников: угля, нефти, урановых руд.
| «'Годовое поступление солнечного излучения и потребления энергии человеком»'1                            | «'Годовое поступление солнечного излучения и потребления энергии человеком»'1 | «'Годовое поступление солнечного излучения и потребления энергии человеком»'1 |
| --- | ----------------------------------------------------------------------------- | ----------------------------------------------------------------------------- |
| Солнце                                                                                                   | 3 850 000                                                                     | [ 6 ]                                                                         |
| ветер | 2 250                                                                         | [ 11 ]                                                                        |
| Потенциал биомассы                                                                                       | ~200                                                                          | [ 12 ]                                                                        |
| Мировое потребление энергии2                                                                             | 539                                                                           | [ 13 ]                                                                        |
| Электроэнергия2                                                                                          | ~67                                                                           | [ 14 ]                                                                        |
| 1 Количество энергии — в эксаджоулях, 1 ЭДж = 1018 Дж = 278 ТВт*ч 2 Потребления по состоянию на 2010 год |                                                                               |                                                                               |

Количество солнечной энергии, которую потенциально может использовать человек, отличается от количества энергии, которое находится вблизи земной поверхности. Такие факторы как смена дня и ночи, облачность и доступная поверхность суши уменьшают количество энергии, пригодной для использования.
Географическое положение влияет на энергетический потенциал, поскольку ближе к экватору области принимают большее количество солнечного излучения. Однако, использование устройств на фотовольтации, которые могут изменять свою ориентацию в соответствии с положением Солнца на небосклоне, может значительно повышать потенциал солнечной энергии в отдалённых от экватора областях.
Доступность земель значительно влияет на возможную добычу энергии, поскольку солнечные панели можно устанавливать лишь на землях, которые для этого подходят и не используются для других целей. Например, подходящим местом для установки панелей стали крыши.
Солнечные системы делятся на активные и пассивные, в зависимости от способа впитать солнечную энергию, её переработать и распределить.
Активные солнечные технологии используют фотовольтаику, концентрированную солнечную энергию, солнечные коллекторы, насосы и вентиляторы, чтобы превратить солнечное излучение в полезный выход энергии. Среди пассивных солнечных технологий: использование материалов с благоприятными тепловыми характеристиками, дизайн помещений с естественной циркуляцией воздуха и выгодное расположение зданий относительно положения Солнца. Активные солнечные технологии повышают энергоснабжения, тогда как пассивные уменьшают потребность в дополнительных источниках энергии.
2000 года Программа развития ООН, Департамент по экономическим и социальным вопросам ООН и Мировой энергетический совет опубликовали оценку потенциала солнечной энергии, которую человечество может добывать, приняв во внимание такие факторы, как инсоляция, облачность и доступна для использования поверхность суши. Оценка показала, что глобальный потенциал солнечной энергии составляет 1,575-49,837 ЭДж на год «(см. таблицу ниже)».
| Регион   | Северная Америка | Латинская Америка и Карибы | Западная Европа | Центральная и Восточная Европа | Страны бывшего Советского Союза | Ближний Восток и Северная Африка | Sub-Saharan Африка | Pacific Asia | Южная Азия | Centrally planned Asia | Pacific OECD |
| -------- | ---------------- | -------------------------- | --------------- | ------------------------------ | ------------------------------- | -------------------------------- | ------------------ | ------------ | ---------- | ---------------------- | ------------ |
| Минимум  | 181,1            | 112,6                      | 25,1            | 4,5                            | 199,3                           | 412,4                            | 371,9              | 41,0         | 38,8       | 115,5                  | 72,6         |
| Максимум | 7 410            | 3 385                      | 914             | 154                            | 8 655                           | 11 060                           | 9 528              | 994          | 1 339      | 4 135                  | 2 263        |

В это время работают нагревательные устройства, которые аккумулируют энергию Солнца, а также опытные образцы электродвигателей и автомобилей, которые используют энергию Солнца.
Солнечная энергия, как полагают, к концу века может составить не более 1 % от общего количества используемой энергии. Ещё в 1870 году в Чили было построено солнечный опреснитель морской воды, который производил до 30 т пресной воды в сутки и работал более 40 лет. Благодаря применению гетеропереходов коэффициент полезного действия солнечных батарей уже достигает 25 %. Налажено производство солнечных батарей в виде длинной поликристаллической кремниевой ленты, которые имеют КПД более 10 %.

## Тепловая энергия
Технологии, которые используют тепловую энергию солнца, можно применять для нагрева воды, обогрева помещений, охлаждения помещений и генерации технологической теплоты.
В 1897 году Франк Шуман, американский изобретатель, инженер и пионер по использованию солнечной энергии, построил небольшой демонстрационный солнечный двигатель, принцип работы которого заключался в том, что солнечный свет отражался на квадратные контейнеры, заполненные эфиром, температура кипения которого меньше, чем воды. Внутри до контейнеров были пригнаны чёрные трубы, которые приводили в движение паровой двигатель. В 1908 году Шуман основал компанию Sun Power Company, которая должна была строить большие установки на солнечной энергии. Вместе со своим техническим советником А. С. Э Аккерманом и британским физиком Чарльзом Верноном Бойзом Шуман разработал улучшенную систему, использовав систему зеркал, которые отражали солнечные лучи на коробки солнечных коллекторов, повышая эффективность нагрева до уровня, когда можно было вместо эфира использовать воду. Затем Шуман построил полномасштабный паровой двигатель, который работал на воде под низким давлением. Это дало ему возможность 1912 года запатентовать целую систему с солнечным двигателем.
Между 1912 и 1913 годами Шуман построил первую в мире гелиотермальную электростанцию в городе Маади Египет. Шумановская электростанция использовала параболоцилиндрический концентратор, чтобы привести в движение двигатель мощностью 45 — 52 кВт, который перекачивал более 22 000 литров воды за минуту с реки Нил на близлежащие хлопковые поля. Хотя Первая мировая война, а также открытие дешёвой нефти в 1930-х годах, и помешали дальнейшему продвижению солнечной энергии, но шумановское видение и базовый дизайн был возрожден в 1970-х годах на новой волне интереса к гелиотермальной энергии. В 1916 году в прессе часто Цитировали слова Шумана, в которых он защищал использования солнечной энергии:
Мы доказали, что использование солнечной энергии может быть коммерчески выгодным в тропиках, и даже более того, доказали, что после исчерпания запасов нефти и угля, человечество получит неисчерпаемый источник энергии в виде солнечных лучей. Оригинальный текст (англ.)We have proved the commercial profit of sun power in the tropics and have more particularly proved that after our stores of oil and coal are exhausted the human race can receive unlimited power from the rays of the sun.
40
Франк шуман
New York Times, 2 июля 1916

### Нагревание воды

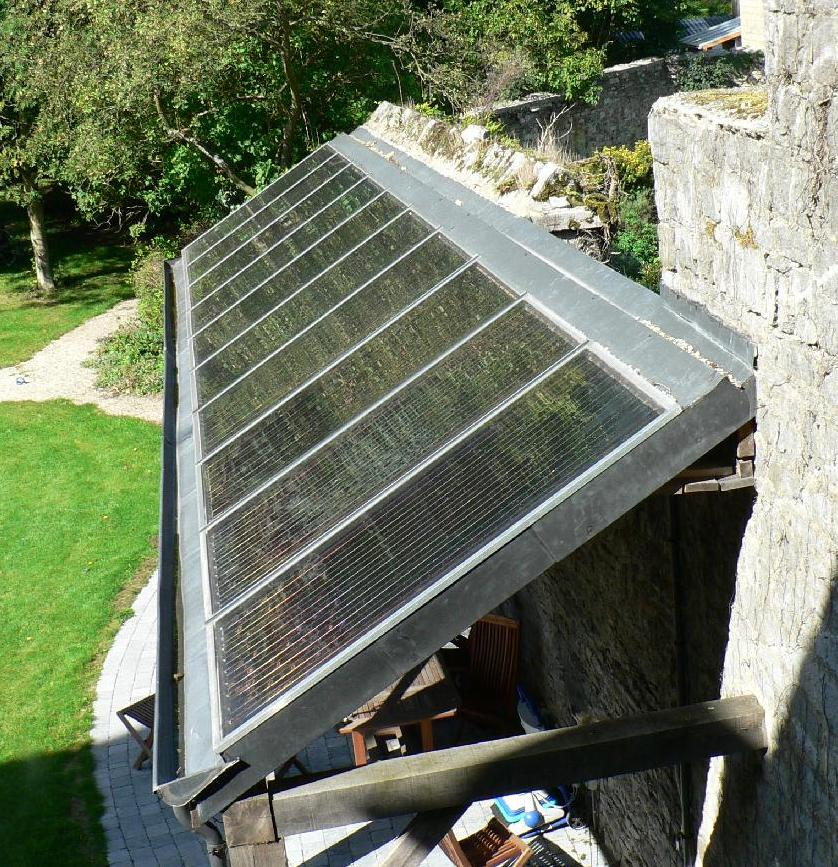
Солнечные водонагреватели направлены к Солнцу, чтобы повысить эффективность.

В низких географических широтах (ниже 40 градусов) от 60 до 70 % всей бытовой горячей воды температурой до 60 °C могут обеспечить солнечные системы для нагрева воды. Наиболее распространёнными типами солнечных водонагревателей являются: вакуумные трубные коллекторы (44 %) и плоские коллекторы (34 %), которые обычно используют для нагрева бытовой горячей воды; а также прозрачные пластиковые коллекторы (21 %), которые главным образом используют, чтобы подогревать плавательные бассейны.
По состоянию на 2007 год общая установленная мощность солнечных систем для нагрева воды составляла примерно 154 тепловых ГВт. Китай является мировым лидером в этой области, установив по состоянию на 2006 год 70 ГВт тепловых и планируя к 2020 году достичь 210 ГВт тепловых. Израиль и Республика Кипр являются мировыми лидерами по использованию солнечных систем для подогрева воды на душу населения с 90 % домохозяйств, которые их установили. В США, Канаде и Австралии солнечные водоподогреватели служат преимущественно для подогрева плавательных бассейнов, с установленной мощностью состоянию на 2005 год около 18 ГВт тепловых.

### Обогрев, охлаждение и вентиляция
В США на HVAC приходится 30 % (4.65 EJ/yr) энергии, которая используется в коммерческих зданиях и почти 50 % (10.1 EJ/yr) энергии, которая используется в жилых домах. Системы солнечного обогрева, охлаждения и вентиляции можно использовать, чтобы компенсировать часть этой энергии.

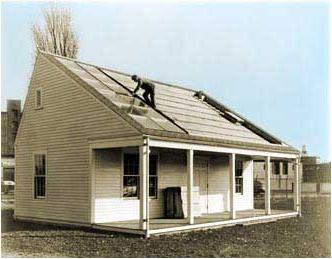
Солнечный дом № 1 Массачусетского технологического института, построенный в 1939 году в США, использовал сезонное хранение тепловой энергии для обогрева в течение целого года.

Тепловая масса — это любой материал, который можно применять, чтобы сохранять тепло, в частности солнечное. Среди материалов, которые могут выполнять функцию тепловой массы, камень, цемент и вода. На протяжении истории их применяли в засушливом или теплом климате, чтобы сохранить помещение прохладным, поскольку они впитывают солнечную энергию в течение дня и выпускают накопленное тепло ночью. Однако их можно применять и в прохладных регионах, чтобы сохранять тепло. Размер и расположение тепловой массы зависит от нескольких факторов, таких как климат, соотношение времени солнечной освещенности и пребывание в тени. Если тепловую массу правильно разместить, то она сохраняет температуру в помещении в комфортном диапазоне и уменьшает потребность в устройствах для дополнительного обогрева и охлаждения.
Солнечный дымоход (или тепловой дымоход, в этом контексте) — это пассивная система солнечной вентиляции, состоящей из вертикального ствола, который соединяет внутреннюю и внешнюю стороны здания. Если дымоход нагревается, то воздух внутри также нагревается, вызывая вертикальный сквозняк который протягивает воздух через дом. Его работу можно улучшить, если использовать непрозрачные материалы и тепловую массу таким образом, который напоминает теплицу.
Листопадные растения предложено как способ контролировать солнечное нагревание и охлаждение. Если они растут на южной стороне здания в северном полушарии или северной стороне здания в южном полушарии, то их листья обеспечивает тень в течение лета, тогда как голые стволы без препятствий пропускают солнечные лучи зимой.

### Приготовление еды

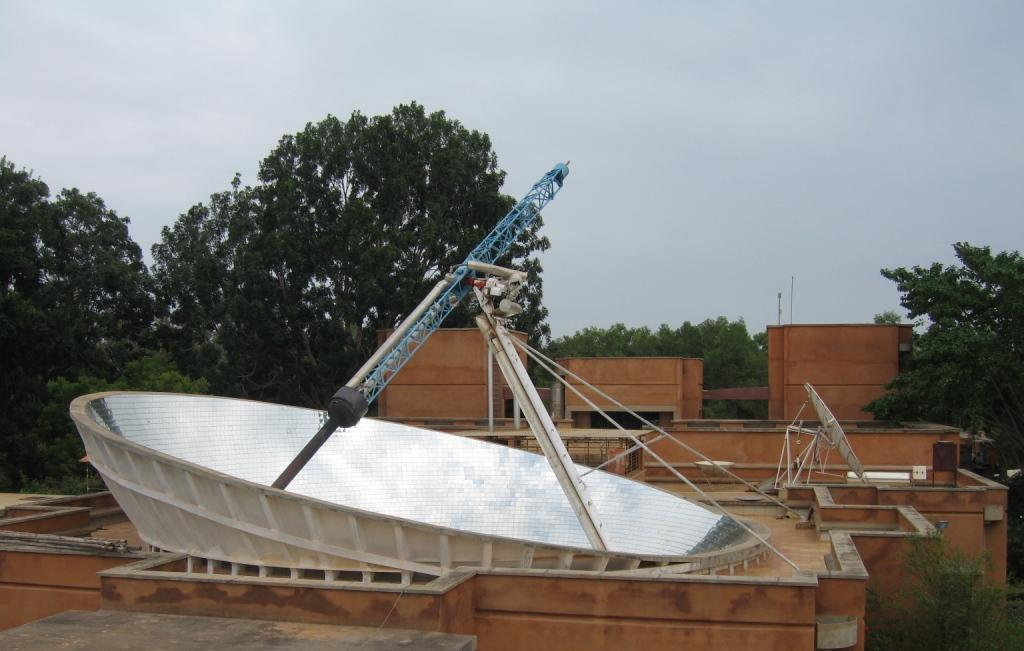
Параболическая тарелка вырабатывает пар для приготовления пищи, Ауровіль (Индия)

Солнечные печи используют солнечный свет для приготовления пищи, сушки и пастеризации. Их можно разделить на три широких категории: камерные печи (англ. box cookers), панельные печи (англ. panel cookers) и отражательные печи (англ. reflector cookers). Простейшая солнечная печь — камерная, которую впервые построил Орас Бенедикт де Соссюр 1767 года. Простая камерная печь состоит из изолированного контейнера с прозрачной крышкой. Она может эффективно применяться при частично закрытом облаками небе и обычно достигает температуры 90-150 °C. Панельная печь использует отражающую панель, чтобы направить солнечные лучи на изолированный контейнер и достичь температуры, сравнимой с камерной печью. Отражательные печи используют различную геометрию отражателя (тарелку, корыто, зеркала Френеля), чтобы сфокусировать лучи на контейнер. Эти печи достигают температуры 315 °C, но требуют прямого луча и их нужно переставлять вместе с изменением положения Солнца.

### Технологическое тепло
Системы концентрации солнечной энергии, такие как параболические тарелки, корыта и отражатели Шеффлера могут обеспечивать технологическое тепло для коммерческих и индустриальных нужд. Первой коммерческой системой был Total Solar Energy Project (STEP) в Шенандоа, (Джорджия, США), где поле со 114 параболических тарелок обеспечило 50 % технологического тепла, вентиляции воздуха и потребностей в электроэнергии для швейной фабрики. Эта подключеная к сети когенерационная установка обеспечила 400 кВт электроэнергии а также тепловую энергию в виде 401 Вт пара и 468 кВт охлажденной воды и обеспечивала хранение тепла с одногодинним пиковой нагрузкой. Пруды-испарители — это мелкие бассейны, которые сконцентровують растворенные в воде твердые вещества с помощью испарение. Использование прудов-испарителей, чтобы добыть соль из морской воды, является одним из старейших применений солнечной энергии. Среди современных применений: повышение концентрации солей при добыче металлов методом выщелачивания, а также удаления твердых веществ из сточных вод. При использовании шнуров, сушилки и вешалок белье высыхает в процессе испарения под действием ветра и солнечных лучей без потребления электроэнергии и газа. В законах некоторых штатов даже специально прописана защита «права сушить» одежду. Unglazed transpired collectors (UTC) — это перфорированные стены («стена-коллектор»), направленные в сторону солнца, используемые для предварительного нагрева вентиляционного воздуха. UTC могут поднять температуру входящего воздуха до 22 °C (40 °F) и обеспечить температуру воздуха на выходе 45 °C (81 °F)-60 °C (108 °F). Короткий период возврата вложенных денег (от 3 до 12 лет) делает transpired collectors финансово выгоднее, чем glazed collection systems. По состоянию на 2003 год более 80 систем с суммарной коллекторной площадью 35 000 м2 были установлены во всем мире, включая коллектор площадью 860 м2 в Коста-Рике для сушки кофейных бобов и коллектор площадью 1300 м2 в Коимбатурe (Индия) для высушивания бархатцев.

### Обработка воды

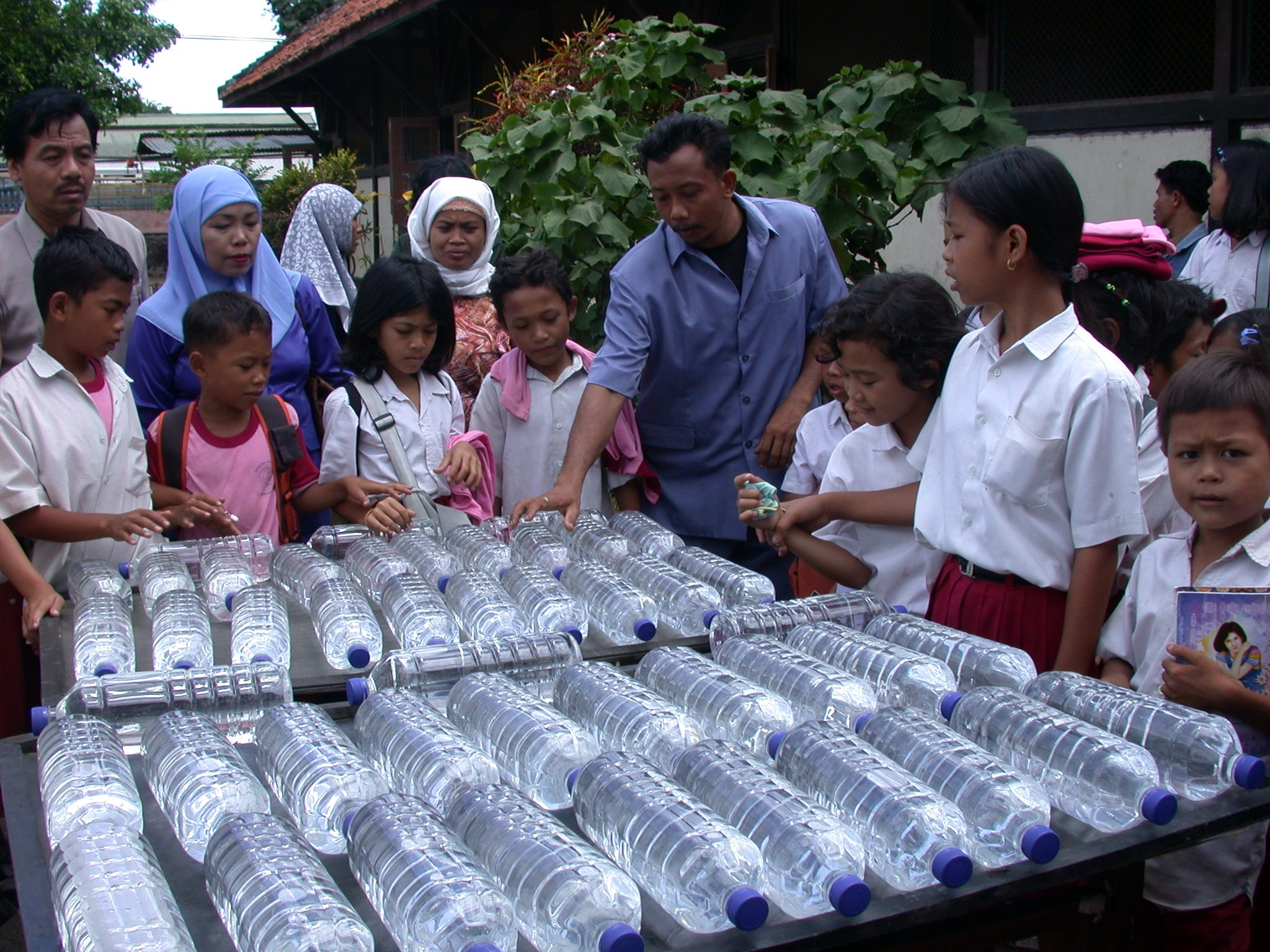
Дезинфекция воды с помощью солнечного света в Индонезии

Солнечное опреснение можно использовать, чтобы превратить соленую или солоноватую воду в питьевую. Впервые пример такого преобразования зафиксировали арабские алхимики XVI века. Впервые масштабный проект из солнечного опреснения построили в 1872 году в чилийском шахтёрском городке Лас-Салинас. Завод, который имел площадь солнечного коллектора 4700 м2 мог производить до 22 700 л питьевой воды и оставался в работе на протяжении 40 лет. Индивидуальные конструкции неподвижных элементов включают в себя односкатные, двухскатные (тепличные или типовые), вертикальные, конические, перевернутые поглотители, мультифитиль и множественные эффекты. Эти опреснители могут работать в пассивном, активном и гибридном режимах. Double-slope казани наиболее экономически выгодные для децентрализованных бытовых нужд, тогда как active multiple effect units более подходят для широкомасштабных проектов.
Для солнечной дезинфекции воду наливают в прозрачные бутылки с ПЭТ и помещают их на несколько часов под солнечные лучи. Время дезинфекции зависит от климата и погодных условий, по крайней мере от 6 часов до 2 дней, если небо полностью покрыто облаками. Этот способ рекомендовала Всемирная организация здравоохранения как доступный метод обработки бытовой воды и безопасного хранения. Более 2 миллионов людей в странах, что развиваются, ежедневно применяют этот метод для обработки своей питьевой воды.
Солнечную энергию можно использовать в прудах-отстойниках для обработки сточных вод без применения химикатов и затраты электроэнергии. Ещё одним преимуществом для окружающей среды является то, что водоросли живут в таких прудах и потребляют диоксид углерода в процессе фотосинтеза, хотя они могут вырабатывать токсичные вещества, которые делают воду непригодной для употребления.

## Производство электроэнергии
Солнечная энергетика работает за счет преобразования солнечного света в электроэнергию. Это может происходить или непосредственно, с использованием фотовольтаики, или косвенно, с использованием систем концентрированной солнечной энергии, в которых линзы и зеркала собирают солнечный свет с большой площади в тонкий луч, а механизм слежения отслеживает положение Солнца. Фотовольтаика превращает свет в электрический ток с помощью фотоэффекта.
Предполагают, что солнечная энергетика станет крупнейшим источником электроэнергии к 2050 году, в которой на долю фотовольтаики и концентрированной солнечной энергии будет приходиться 16 и 11 % мирового производства электроэнергии соответственно.
Коммерческие электростанции на концентрированной солнечной энергии впервые появились в 1980-х годах. После 1985 года установка этого типа SEGS в пустыне Мохаве (Калифорния) 354 МВт стала крупнейшей солнечной электростанцией в мире. Среди других солнечных электростанций этого типа СЭС Солнова (150 МВт) и СЭС Андасол (100 МВт), обе в Испании. Среди крупнейших электростанций на солнечных батареях: Agua Caliente Solar Project (250 МВт) в США, и Charanka Solar Park (221 МВТ) в Индии. Проекты мощностью более 1 ГВт находятся на стадии разработки, но большинство установок на солнечных батареях, мощностью до 5 КВт, имеют небольшой размер и расположены на крышах. По состоянию на 2013 год на солнечную энергию приходилось менее 1 % от электроэнергии в мировой сети.

## Архитектура и городское планирование

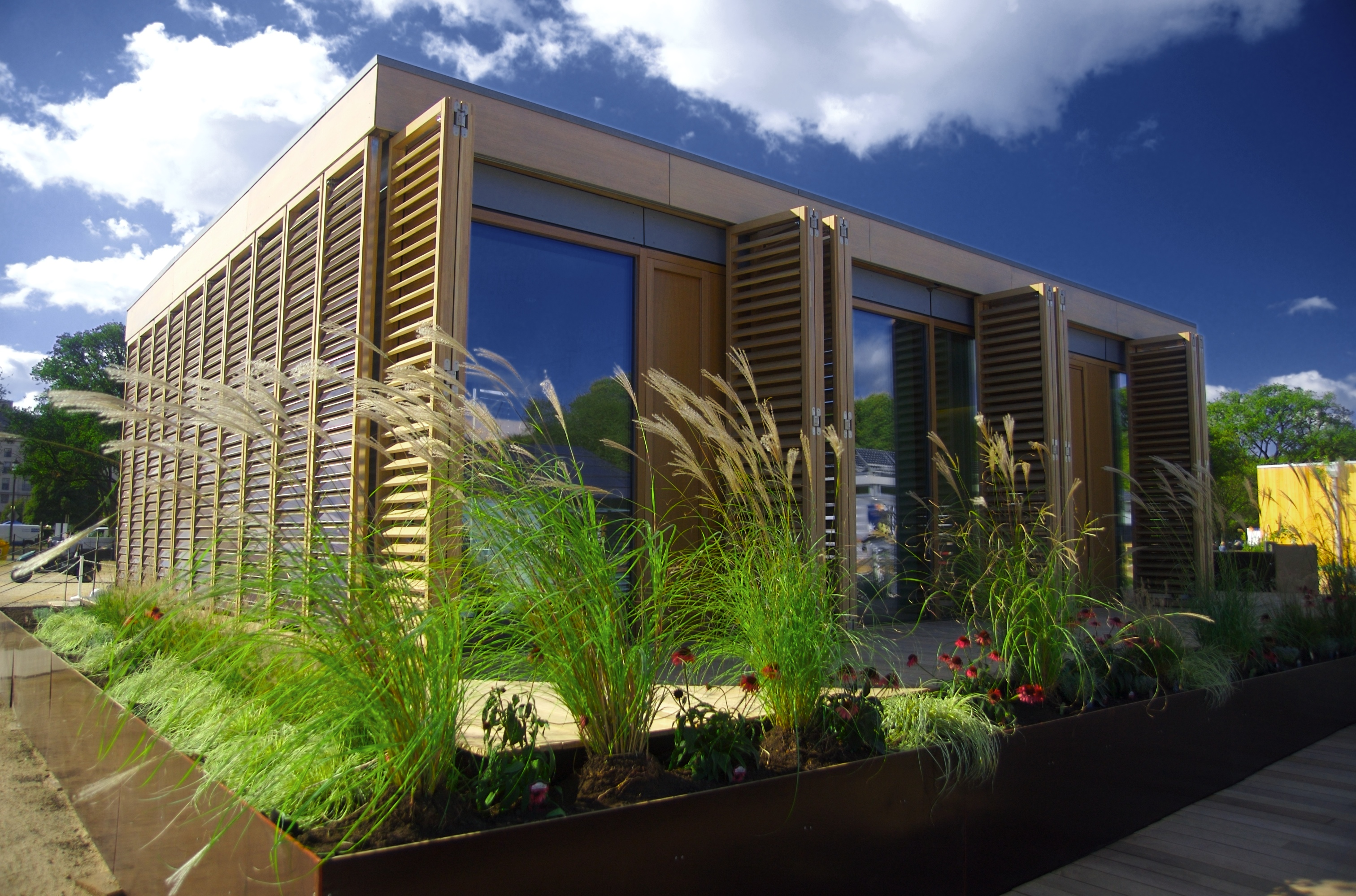
2007 года Дармштадтский технический университет выиграл Solar Decathlon в Вашингтоне со своим пассивным домом, спроектированным для влажного и горячего субтропического климата.

Наличие солнечного света влияла на дизайн зданий от самого начала истории архитектуры. Впервые продвинутые методы солнечной архитектуры и городского планирования ввели древние греки и китайцы, которые ориентировали свои дома на юг, чтобы обеспечить их освещением и теплом.
Среди общих характеристик пассивной солнечной архитектуры: благоприятная ориентация зданий относительно Солнца, компактные пропорции (малое отношение площади поверхности к объёму), выборочное затемнение (навесы) и тепловая масса. Когда эти свойства удачно подобраны с учётом местного климата, то это обеспечивает хорошее освещение помещений и позволяет оставаться в комфортном диапазоне температур. Дом мегаронного типа Сократа — является классическим примером пассивной солнечной архитектуры. На нынешнем этапе солнечного дизайна применяют компьютерное моделирование с помощью которой связывают между собой дневное освещение, а также системы солнечного обогрева и вентиляции в интегрированный пакет солнечного дизайна. Активное солнечное оборудование, такое как насосы, вентиляторы и переключаемые окна может дополнить пассивный дизайн и улучшить показатели работы системы.
Городской тепловой остров (МТО) — это городской район, где температура выше, чем в окружающих сельских местностях. Повышение температуры является следствием применения таких материалов как асфальт и бетон, которые лучше впитывают солнечное излучение, поскольку имеют ниже альбедо и выше теплоемкость, чем в окружающей среде. Чтобы непосредственно противодействовать эффекту, здания красят в белое и насаживают на улицах деревья. Согласно проекту гипотетической программы «cool communities» в Лос-Анджелесе, используя эти методы городскую температуру можно снизить примерно на 3 °C. Стоимость проекта оценивается в US$1 млрд, а общая годовая выгода может составлять US$530 млн благодаря уменьшению затрат на вентиляцию и охрану здоровья.

## Сельское хозяйство и растениеводство

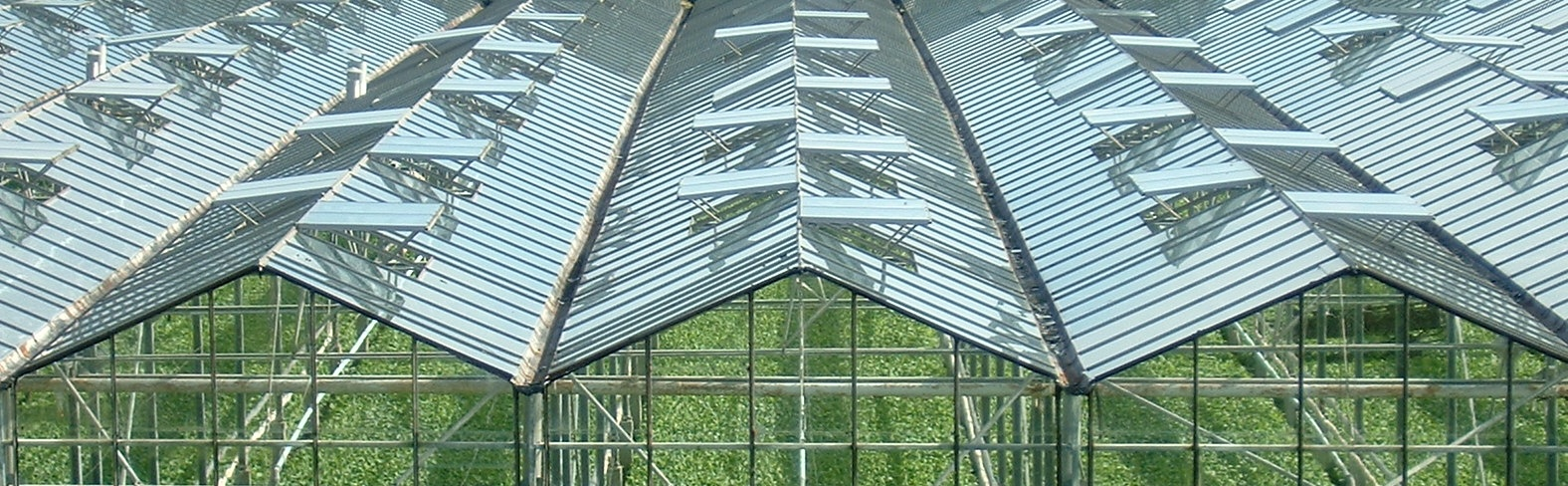
Подобные этой оранжерея в муниципалитете Вестланд в Нидерландах выращивают овощи, фрукты и цветы.

Сельское хозяйство и растениеводство ищут способы оптимизировать впитывание солнечной энергии для того, чтобы повысить продуктивность растений.
Оранжерея превращает солнечный свет в тепло, обеспечивая круглогодичное выращивание растений, которые в природе не приспособлены для этого климата. Простейшие оранжереи использовали в римские времена, чтобы круглый год выращивать огурцы для императора Тиберия. Современные В Европе в XVI веке появились оранжереи для выращивания растений, привезённых из исследовательских путешествий.